# 1949年の映画
1949年の映画（1949ねんのえいが）では、1949年（昭和24年）の映画分野の動向についてまとめる。
1948年の映画 - 1949年の映画 - 1950年の映画

## 出来事

### 世界
- 米国、コミュニスト（共産主義者）の追放運動激化[1]。
- 1月6日 - 米国、映画監督ヴィクター・フレミング死去[2][3]。
- 9月 - 英国、『第三の男』（キャロル・リード監督）公開[4]、大ヒット[1]。
- 9月22日 - 米国、映画監督サム・ウッド死去[2][5]。
- 月日不詳
  - 米国、コロムビア、ユニヴァーサル、ユナイト三社が独禁法により配給禁止となる[1]。
  - 米国、女優・イングリッド・バーグマン、イタリアのロベルト・ロッセリーニ監督と不倫の恋[1]。
  - ソ連、モスフィルム、1950年度より全作品のカラー化を決定[1]。

### 日本
- 2月
  - 2月1日 - 大映、日活ビルから東京京橋・自社ビルに本社移転完了[6][7]。
  - 2月7日 - 物価庁、短編との合計で上映時間2時間越えの場合、封切館の入場料金を45円までの値上げ許可[6]。
  - 2月21日 - 教育映画配給社創立[2][8]。
- 3月
  - 松竹、進駐軍から返還された丸の内邦楽座、名称を接収時のピカデリー劇場に戻し、昼は英国映画の封切、夜は新劇の実験劇場としてオープン[9]。
  - 3月15日 - 東宝、自主製作を中止し、今後1年間、製作を新東宝に任せる[10][注 1]。
  - 3月28日 - 美空ひばり、『のど自慢狂時代』で映画デビュー[1][12]。
  - 3月29日 - 松竹洋画系（S・Yチェーン）業務開始[10]。
- 4月
  - 封切館の入場料金が50円（内税30円）になる[13]。
  - 地方の下番線で邦画の2本立興行が台頭[10]。のちに2本立興行は邦画上映の主流となるが、製作費の負担が各社に重くのしかかる[14]。
- 5月
  - アメリカ映画雑誌『フォトプレイ（英語版）』日本語版が創刊[15][1]。
  - 5月4日 - 日本映画監督協会発足[11][10]。
  - 5月16日 - 東宝、東京・大阪・名古屋の証券所に上場[10][16]。
  - 5月30日 - 東横映画京都撮影所、出火[6]。
- 6月
  - 6月14日 - 日本映画連合会（映連）、ピカデリー劇場でGHQに要請され自主規制を意図した映画倫理規程管理委員会（旧映倫）を発足させる[11][17][18][10][6]。
- 7月
  - 永田雅一社長と対立していた片岡千恵蔵が大映から東横映画（東映の前身）に移籍、9月には市川右太衛門も移籍[19]。
  - ジュリアーナ・ストラミジョーリがイタリーフィルム社を創立[11][17]。イタリア映画の輸入再開[11]。輸入第1作『戦火のかなた』（ロベルト・ロッセリーニ監督）はCIEの検閲で大幅なカットとなった[11]。
  - 7月16日 - 公正取引委員会、東宝、松竹、大映ほか48興行者に対し、現行プロ〔グラム〕契約を独禁法第19条違反と認め審判開始決定書を送附[10]。
  - 7月19日
    - 朝日新聞に連載されていた石坂洋次郎の『青い山脈』が主演：原節子・池部良、助演：杉葉子（新人）で映画化されヒットする[1][注 2]。
    - 京都東洋現像所、全焼[6]。

  - 7月28日 - 過度経済力集中排除法指定下にあった東宝は、持株会社整理委員会により直接、間接に所有する他社株式の売却を指令されたのみで、企業分割は免れる[14]。後楽園スタヂアムの株式売却により、同社の経営から撤退[14]。
- 8月
  - 8月1日 - 入場料金統制撤廃[17][20]。
  - 8月12日 - 永田雅一大映社長初渡米[17][6]。9月10日、1か月にわたるアメリカ映画界視察の旅から帰国[6]。
- 9月
  - GHQのシャウプ勧告によって、〔1950年3月1日から〕入場税が150パーセントから100パーセントに軽減されることになる[20]。
  - 日活、日本スポーツを買収。10月、東京芝公園・屋内競技場「東京スポーツセンター」を「日活スポーツセンター」と改称し、スケート場経営を開始[21]。
  - 9月26日 - 東宝、米本卯吉社長就任[17][20]。
- 10月
  - 東宝、映画製作再開[17]。自主配給路線の新東宝と争い[17]。
  - 東急合資による東横映画と太泉スタヂオのための配給会社、東京映画配給（東映の前身）創立[11][17]。
  - 10月1日 - 国際俳優・早川雪洲、13年ぶりに帰国[2][6]。
  - 10月10日 - 剣劇映画の企画続出に対し、映画倫理規程管理委員会（旧映倫）、製作各社に警告を発する[6]。 12日、日本映画連合会（映連）各社代表委員会、時代劇映画の自粛と映画倫理規程管理委員会（旧映倫）の強化を決議[6]。
  - 10月15日 - 芸術祭に映画部門初参加[11][17][20]。
  - 10月21日 - 女優・田中絹代、戦後初の芸能使節として渡米[6]。
- 11月
  - 朝日文化賞、科学映画の製作に対して日本映画社が受賞[11]。
  - 11月13日 - 新東宝、自主配給を決定[20][11]。
  - 11月20日 - 東京映画配給（東映の前身）第1作『獄門島』（主演：片岡千恵蔵）が公開され、大ヒット[22]。
  - 11月25日 - 東宝が新東宝の配給契約違反を理由に、新東宝の12月・1月封切の映画8作品（中川信夫監督『私刑 リンチ』など）を東京地裁に仮処分申請し、12月5日に受理される[20]。
- 12月
  - 東京映画配給（東映の前身）が日本映画連合会に入会[23]。
  - 大阪・梅田映画劇場が梅田劇場に名称変更[24]。
  - 12月2日 - 新東宝製作の『野良犬』（黒澤明監督）が昭和24年度芸術祭文部大臣賞受賞[20][25]。
  - 12月10日 - 新東宝、東宝に対し「仮処分申請を取り下げない限り新作映画のネガを渡さない」と通告[6]。

## 日本の映画興行
- 入場料金（大人） 
  - 50円（東京の邦画封切館）[26]
- 入場者数 7億8676万人（1年間に1人平均9.6回鑑賞）[27]

| 映画製作会社 | 公開本数 |
| ------------ | -------- |
| 松竹         | 44       |
| 東宝         | 6        |
| 大映         | 39       |
| 新東宝       | 34       |
| 東横映画     | 12       |
| 太泉映画     | 3        |
| その他       | 18       |
| 合計         | 156      |

出典：『映画統計資料 : 昭和21年1月-30年12月(10年間)』日本映画連合会、1956年、1頁。NDLJP:1694281。

## 受賞
- 第22回アカデミー賞
  - 作品賞 - 『オール・ザ・キングスメン』 - ロッセン、コロンビア ピクチャーズ
  - 監督賞 - ジョーゼフ・L・マンキーウィッツ - 『三人の妻への手紙』
  - 主演男優賞 - ブロデリック・クロフォード - 『オール・ザ・キングスメン』
  - 主演女優賞 - オリヴィア・デ・ハヴィランド - 『女相続人』
  - 助演男優賞 - ディーン・ジャガー - 『頭上の敵機』
  - 助演女優賞 - マーセデス・マッケンブリッジ - 『オール・ザ・キングスメン』

- 第7回ゴールデングローブ賞
  - 作品賞 - 『オール・ザ・キングスメン』
  - 主演男優賞 - ブロデリック・クロフォード - 『オール・ザ・キングスメン』
  - 主演女優賞 - オリヴィア・デ・ハヴィランド - 『女相続人』
  - 監督賞 - ロバート・ロッセン - 『オール・ザ・キングスメン』

- 第10回ヴェネツィア国際映画祭
  - 金獅子賞 - 『情婦マノン』 - アンリ＝ジョルジュ・クルーゾー監督、 フランス

- 第3回カンヌ国際映画祭
  - パルム・ドール - 『第三の男』 - キャロル・リード監督、 イギリス

- 第23回キネマ旬報ベスト・テン
  - 外国映画第1位 - 『戦火のかなた』
  - 日本映画第1位 - 『晩春』

- 第4回毎日映画コンクール
  - 日本映画大賞 - 『晩春』

- 都民映画コンクール賞
  - 『お嬢さん乾杯!』・『晩春』・『女の一生』・『静かなる決闘』・『野良犬』（順不同）[28](pp49 - 59)[注 3]

- 第4回文部省芸術祭賞
  - 映画部門 - 『野良犬』[28](p59)[29]

## 生誕
- 1月12日 - ウェイン・ワン、 イギリス領香港、映画監督
- 1月14日 - ローレンス・カスダン、 アメリカ合衆国、映画監督・脚本家
- 1月16日 - キャロライン・マンロー、 イングランド、女優・モデル
- 1月17日 - アンディ・カウフマン、 アメリカ合衆国、男優・コメディアン
- 1月24日 - ジョン・ベルーシ、 アメリカ合衆国、男優・コメディアン
- 1月26日 - 小川知子、 日本、女優
- 1月28日 - 市村正親、 日本、男優
- 2月8日 - ブルック・アダムス、 アメリカ合衆国、女優
- 3月12日 - ロブ・コーエン、 アメリカ合衆国、映画監督・プロデューサー・脚本家
- 3月16日 - ヴィクター・ガーバー、 カナダ、男優
- 3月22日 - ファニー・アルダン、 フランス、女優
- 3月28日 - 伊武雅刀、 日本、男優
- 4月11日 - 武田鉄矢、 日本、男優・歌手
- 4月14日 - ジョン・シェア、 アメリカ合衆国、男優
- 4月20日 - ジェシカ・ラング、 アメリカ合衆国、女優
- 4月20日 - ヴェロニカ・カートライト、 イングランド、女優
- 4月26日 - 風間杜夫、 日本、男優
- 5月24日 - ジム・ブロードベント、 イングランド、男優
- 5月30日 - 火野正平、 日本、男優
- 5月31日 - トム・ベレンジャー、 アメリカ合衆国、男優
- 6月15日 - ジム・ヴァーニー、 アメリカ合衆国、男優・コメディアン
- 6月22日 - メリル・ストリープ、 アメリカ合衆国、女優
- 7月6日 - 崔洋一、 日本、映画監督
- 7月7日  - シェリー・デュヴァル、 アメリカ合衆国、女優
- 7月27日 - 勝野洋、 日本、男優
- 8月17日 - ジュリアン・フェロウズ、 イギリス、男優・脚本家・映画監督
- 8月23日 - シェリー・ロング、 アメリカ合衆国、女優
- 8月31日 - リチャード・ギア、 アメリカ合衆国、男優
- 9月16日 - エド・ベグリー・ジュニア、 アメリカ合衆国、男優
- 9月4日 - アーマンド・アサンテ、 アメリカ合衆国、男優
- 9月8日 - シガニー・ウィーバー、 アメリカ合衆国、女優
- 9月4日 - ジェフ・ブリッジス、 アメリカ合衆国、男優
- 9月25日 - シシー・スペイセク、 アメリカ合衆国、女優
- 11月17日 - 安原義人、 日本、声優
- 11月18日 - 斉木しげる、 日本、男優
- 12月2日 - 池田秀一、 日本、声優
- 12月16日 - 森田健作、 日本、男優・歌手・政治家
- 12月26日 - 音無美紀子、 日本、女優

## 死去
| 日付 | 日付 | 名前                       | 出身国         | 年齢 | 職業                     |
| 1月  | 6日  | ヴィクター・フレミング     | アメリカ合衆国 | 59   | 映画監督・プロデューサー |
| 4月  | 15日 | ウォーレス・ビアリー       | アメリカ合衆国 | 64   | 男優                     |
| 4月  | 18日 | ウィル・ヘイ               | イギリス       | 60   | コメディアン・映画監督   |
| 4月  | 22日 | チャールズ・B・ミドルトン  | アメリカ合衆国 | 74   | 男優                     |
| 10月 | 14日 | フリッツ・ライバー・シニア | アメリカ合衆国 | 67   | 男優                     |
| 12月 | 16日 | シドニー・オルコット       | アメリカ合衆国 | 76   | 映画監督                 |